# 松戸市健康福祉会館
松戸市健康福祉会館（ふれあい22）（まつどしけんこうふくしかいかん）は、千葉県松戸市五香西にある施設。
愛称は「ふれあい22」。

## 沿革
- 1998年（平成10年）開館

## 館内の主な施設
1階
- 総合受付
- こども発達センター（知的障害児・肢体不自由児通園施設）保育部門
- コミュニティー広場
- 喫茶「さくらんぼ」（2020年5月31日をもって閉店[1]）

2階
- こども発達センター相談診療部門
- 常盤平保健福祉センター
- 教育研究所五香分室

3階
- 障害者福祉センター

## その他の施設
- 保育室
- 水泳療法室
- 診察室
- 作業療法室
- 母子保健室
- 栄養実習室
- 日常生活動作室
- 機能訓練室

## 施設規模
- 敷地面積 - 7,732.2平方メートル
- 建築構造 - 鉄骨造地上3階
- 延床面積 - 7,996.9平方メートル

## 交通
- 京成松戸線五香駅西口から徒歩13分
- 京成松戸線八柱駅下車・JR武蔵野線新八柱駅下車・京成松戸線常盤平駅下車 - 京成バス「牧の原団地」行き　牧の原団地下車　徒歩3分[1]